# 九龍寨城公園

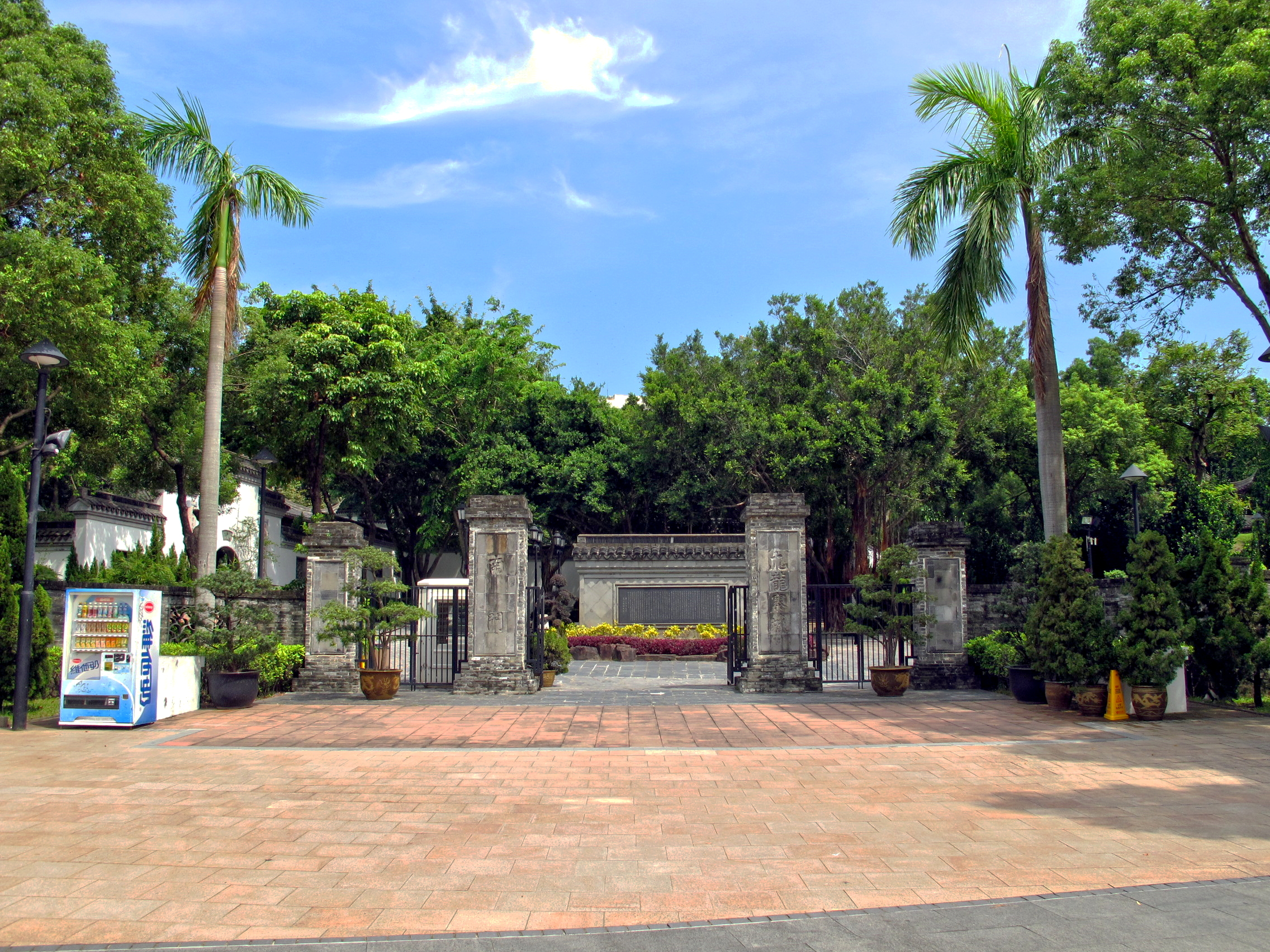
九龍寨城公園正門

九龍寨城公園（英語：Kowloon Walled City Park）是位於香港九龍城區東頭村道和東正道交界的一個公園，以中式江南園林形式設計，其前身為已清拆之九龍寨城。公園於1995年12月啟用，佔地面積約3.1公頃，為九龍城區第三大公園（僅次於擴建後之海心公園）。
本公園與1989年建成的賈炳達道公園互相連接，內部設有通往賈炳達道公園的出入口。

## 概要
公園共分為9個景區，包括：「衙府緬昔」、「南門懷古」、「獅子窺園－邀山樓」、「棋壇比弈遊弈園」、「生肖倩影－童樂苑」、「八徑異趣」、「歸璧半亭」以及「四季同馨－廣蔭庭」。2025年5月23日，公園新增的「九龍城寨光影之旅」的主題展覽開放，展出了電影《九龍城寨之圍城》內多幕經典場景，包括理髮店、大排檔、閣樓、士多及後巷等，以1:1比例在公園重現，展示九龍寨城昔日風貌（前身是2009年4月19日開放的「千面小城展覽」，設有一個戶外展區和六個衙門內的展覽館）。另外，園內的小徑亦參考寨城內貧民區時期的街道取名。

## 歷史
1987年1月15日，港英政府宣佈拆除九龍寨城，原址將興建公園。九龍寨城分別於1987年和1989年1月分2期遷拆，並在1990和1992年3月完成，受影響居民主要遷入觀塘彩霞邨。拆除工程於1994年4月完成後，港英政府將原址改建為公園。當時建設計畫負責人鍾逸傑表示，將寨城改建成公園，是因為原本該處太接近啟德機場跑道（1998年停用），若在原址興建住宅會妨礙飛機升降，加上九龍城人口稠密，區內的休憩設施不足，才決定在原址興建公園。
該處原本計劃名為「九龍城寨公園」，因為其原稱「九龍寨城」早已完全失傳，但拆除期間得到老居民的指引，古物古蹟辦事處將一些遺跡發掘了出來，並揉合在公園的設計中或予以保存為展品，以供遊人欣賞。公園於1994年5月動工興建，為確保傳統的設計和構思能再次在公園中展現，當局就聘請了一群來自中國大陸的資深技工負責是項工程。工程於1995年8月竣工，同年12月22日由時任香港總督彭定康主持開幕儀式。
整個發掘工作的最大收穫是兩塊於城寨南門（此乃城寨的正門）出土的花崗岩石額，分別刻有「南門」及「九龍寨城」字樣。其他的遺跡還包括城寨城牆殘存的牆基、東南兩門的牆基、一條沿城寨內牆建築的排水溝及旁邊的石板街。其餘的文物就有三座炮、石樑、對聯及柱礎等亦一一保留下來。第二次世界大戰期間，民眾為免石額被日軍破壞，所以將此拆下埋於城寨內地下，保存下來。
最後政府遂將公園改名為「九龍寨城公園」，這些文物都安放於「南門懷古」景區。昔日三進四廂的衙門，則在修復和重建後成為展館，陳列了與寨城歷史有關的石碑（包括張玉堂拳書「墨緣」、「壽」字及載有衙門士兵出差配餉開支紀錄的光緒12年《刊刻會議》）、寨城的歷史圖片等。

## 對聯置換事件

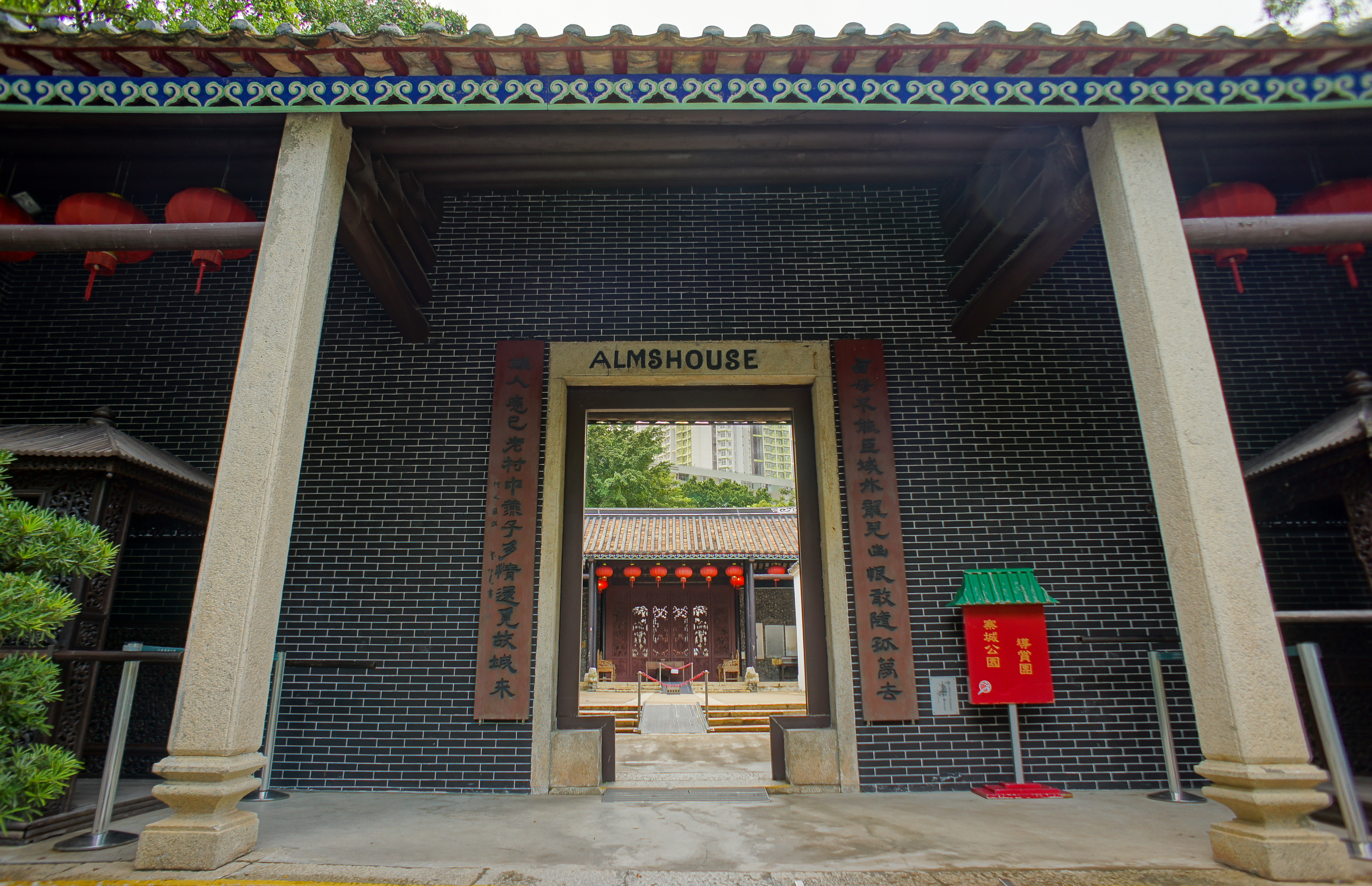
懸掛於寨城公園內衙門正門前的對聯，由何文匯所題、書法家翟仕堯所書。上聯為「西母不能臣，域外龍兒，幽恨敢隨孤夢去」，下聯為「離人應已老，村中燕子，多情還覓故城來」

2002年10月，香港康樂及文化事務署邀請每年由香港公共圖書館舉辦的「全港詩詞創作比賽」的四位評判──何文匯、黃坤堯、韋金滿、劉衛林組成「中文評審顧問委員會」，為康文署轄下18個公園中的對聯、匾額、橫額及其他文學作品進行評審建議。委員會成員在2003年先後3次造訪這些公園，發現其中的9個公園內，共有22副對聯的格律出了問題；一個匾額及7項其他文學作品也有平仄問題。其中九龍寨城公園是重災區。因此，委員會建議署方分兩階段進行改善工程：第一階段是為九龍寨城公園的對聯進行改善工作。第二階段是為其餘康樂場地內的文學作品進行改善工作。
寨城公園中，被置換的詩詞聯語共有15件，都是1990年代建設初期所撰，並非清代留下的文物。整體而言，委員會對作品的審議只以是否合乎格律為標準，如果文字平庸而格律無誤者，依然保留。委員會同仁認為，九龍寨城公園是著名的園林，如果因為園內詩聯格律有誤而貽笑大方甚至國際，香港所承受的損害就很大了。康文署表示，那些出現瑕疵的對聯懸掛日久，已經頗有損耗，所以最簡單穩妥的辦法就是直接置換。於是評委會邀請港、台名家，每人提供一副對聯，以供選用。
據最後統計，寨城公園建築初期之詩詞聯語，需要移除者共有14件／處（不計題匾及古人作品），其中同一篇公園碑記分別鐫刻於兩處。而新聯共計10副，是由評委會邀請名家，每人提供一副對聯，以供委員會選用（若不適用，將不會採納）。撰聯者包括台港著名大學教授、詩人汪中、羅慷烈、文幸福、洪肇平、何乃文及4位顧問委員。最新配置情況於2004年5月4日確定。此外又補入碑記一篇，由黃坤堯撰稿。
據統計，全港18個公園共22副有問題之對聯，置換工程使用了公帑約港幣29萬。學者認為，這次對聯置換事件屬於亡羊補牢，而前此畢竟對香港的形象造成一定的傷害，又額外花費了近30萬港元公帑。若早在建園之初便妥善把關、溝通、避免行政誤差，當不至於此。理論上，這30萬的花費不應只是補過，而更應昭示來者，懲前毖後，方有所值。

## 開放時間
- 每日06:30-23:00，展覽館开放时间为每日10:00-18:00（逢星期三休館）

## 圖集

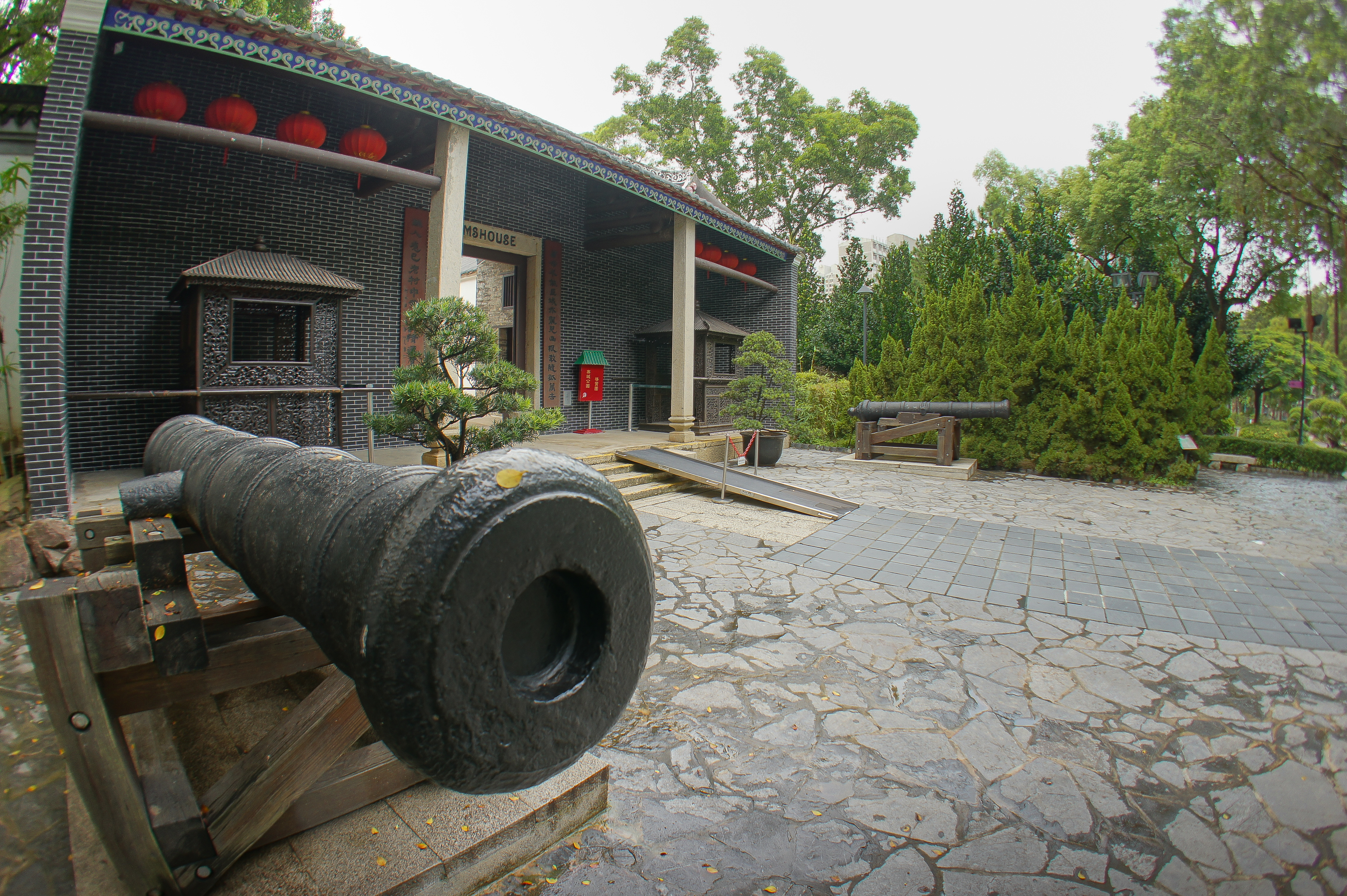
九龍寨城衙門前陳列清嘉慶七年（1802年）鑄成的大炮
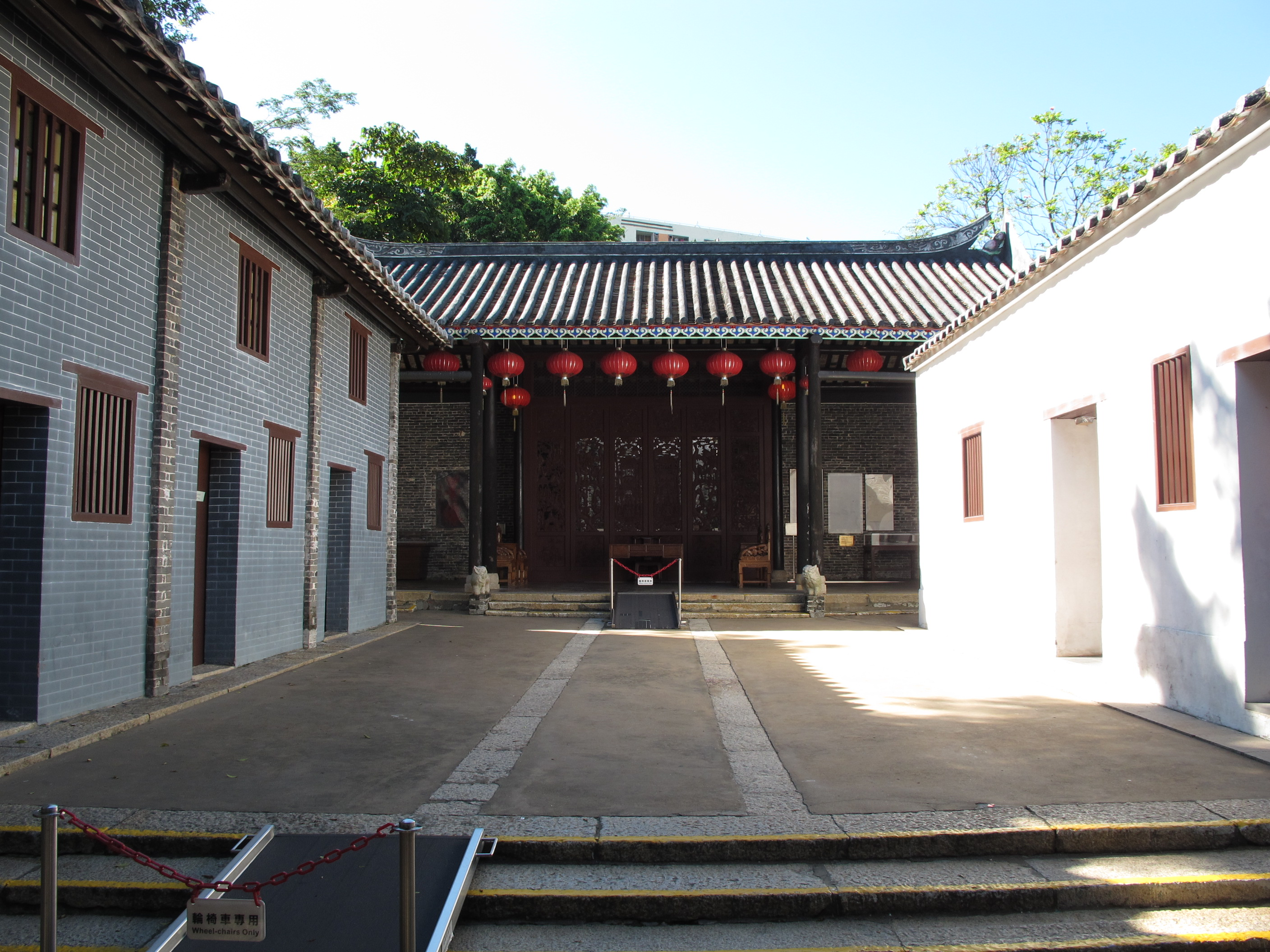
九龍寨城衙門，從一進望向二進的公堂
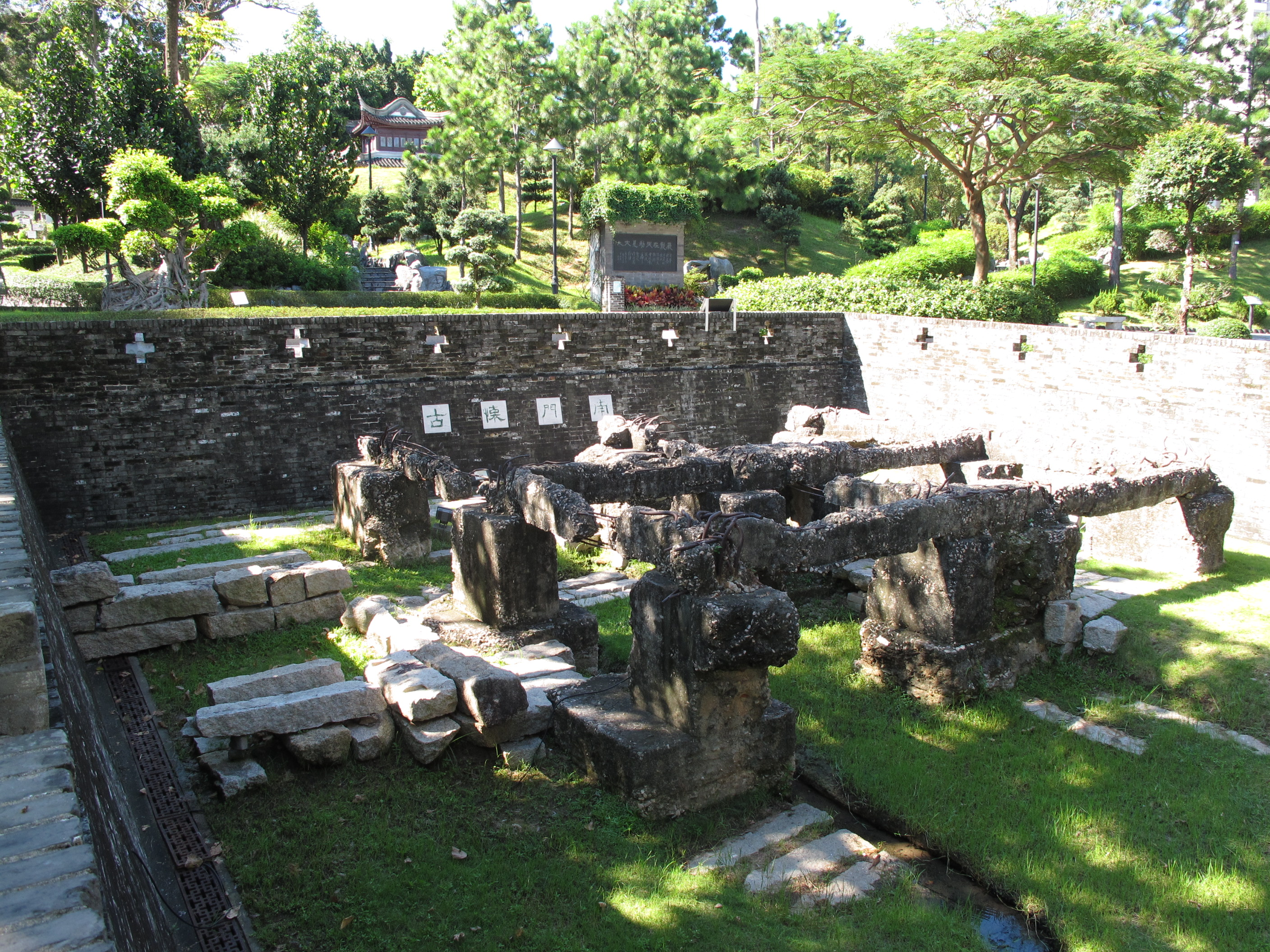
「南門懷古」古蹟
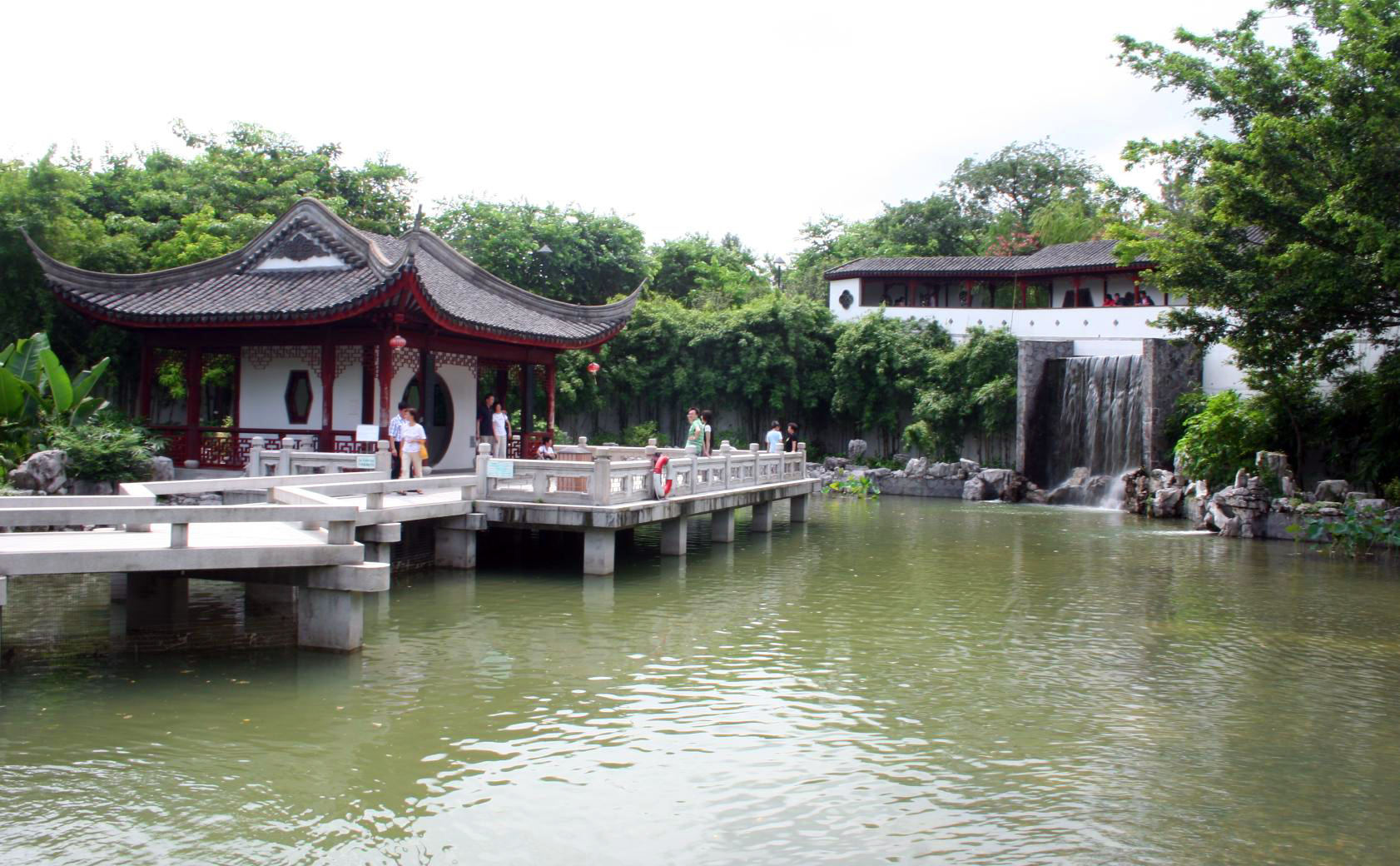
園內瀑布、小橋、水榭
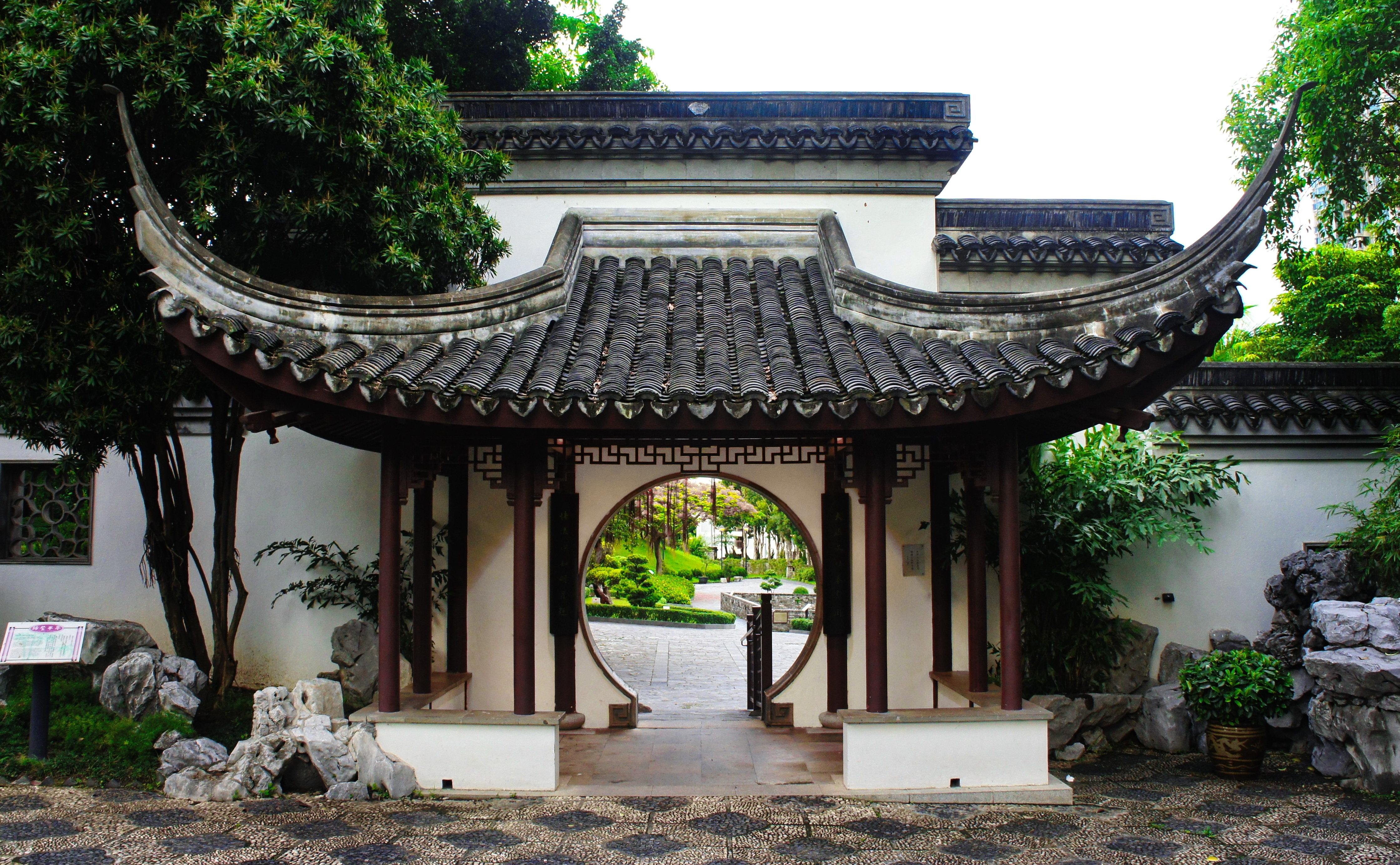
魁星半亭
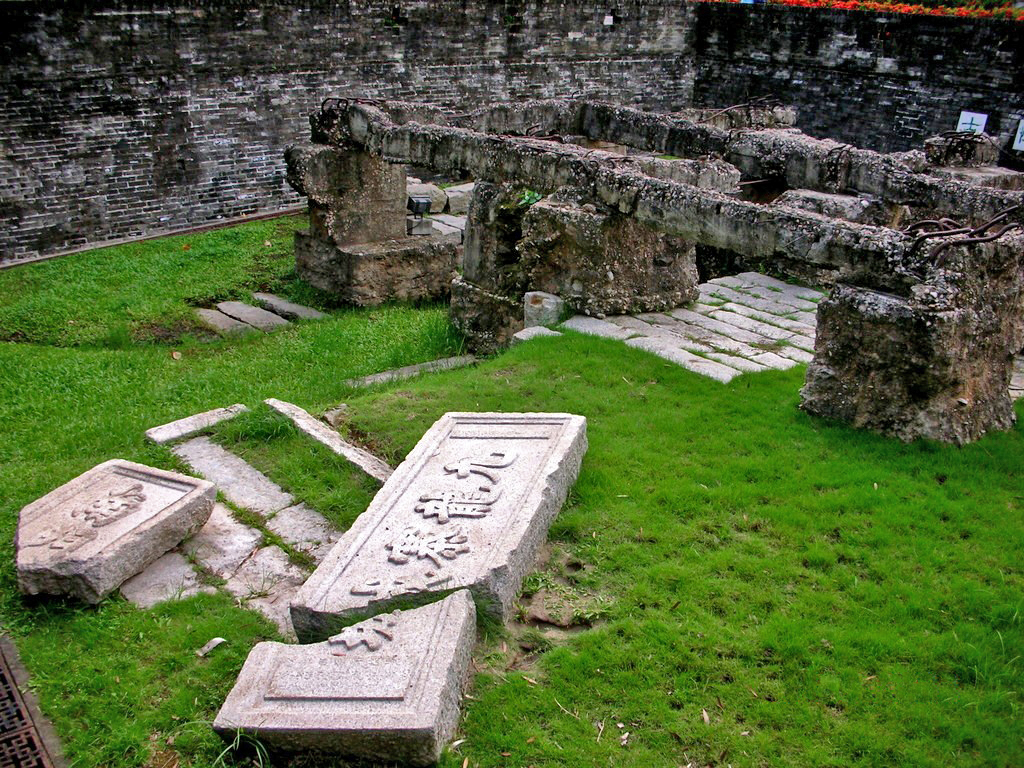
殘存遺蹟
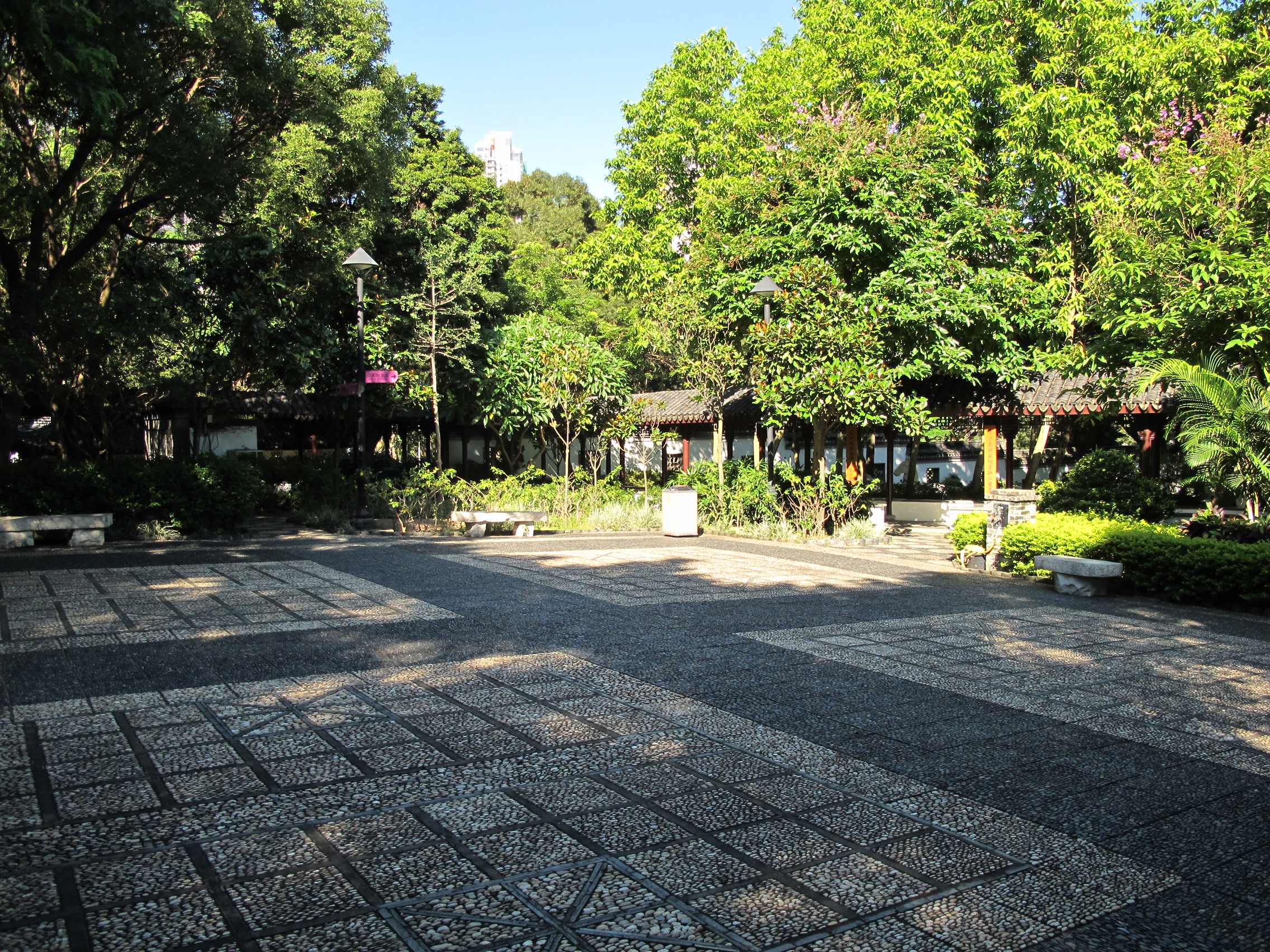
棋壇比弈遊弈園
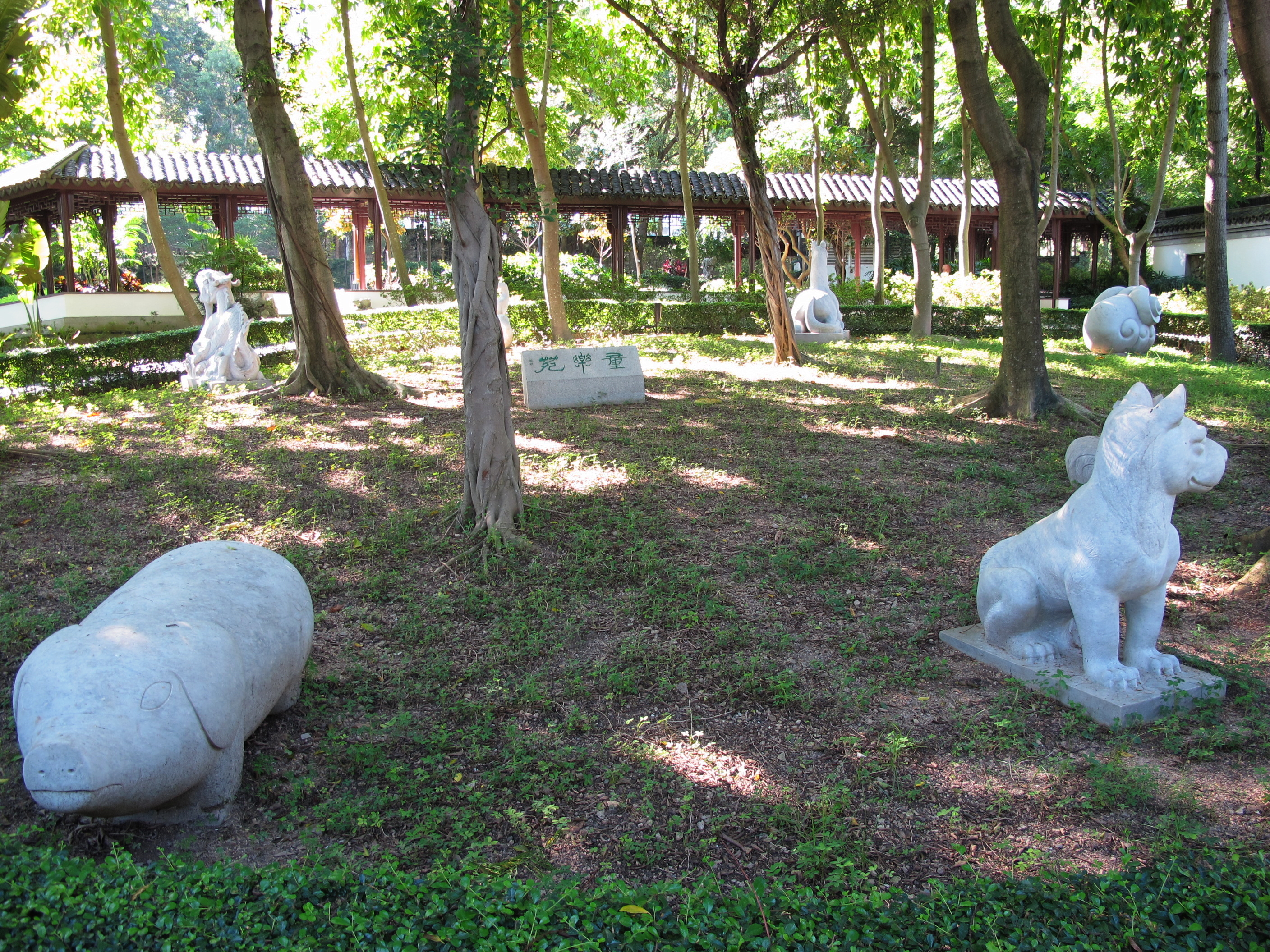
生肖倩影－童樂苑
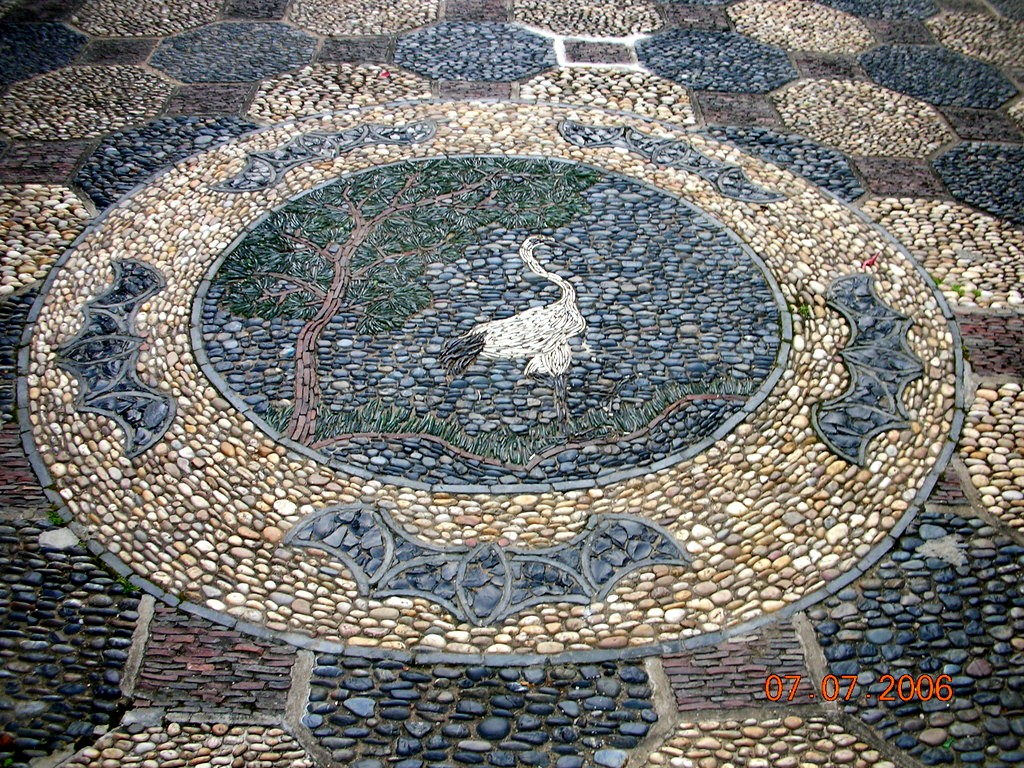
廣蔭庭中的五蝠壽鶴圖
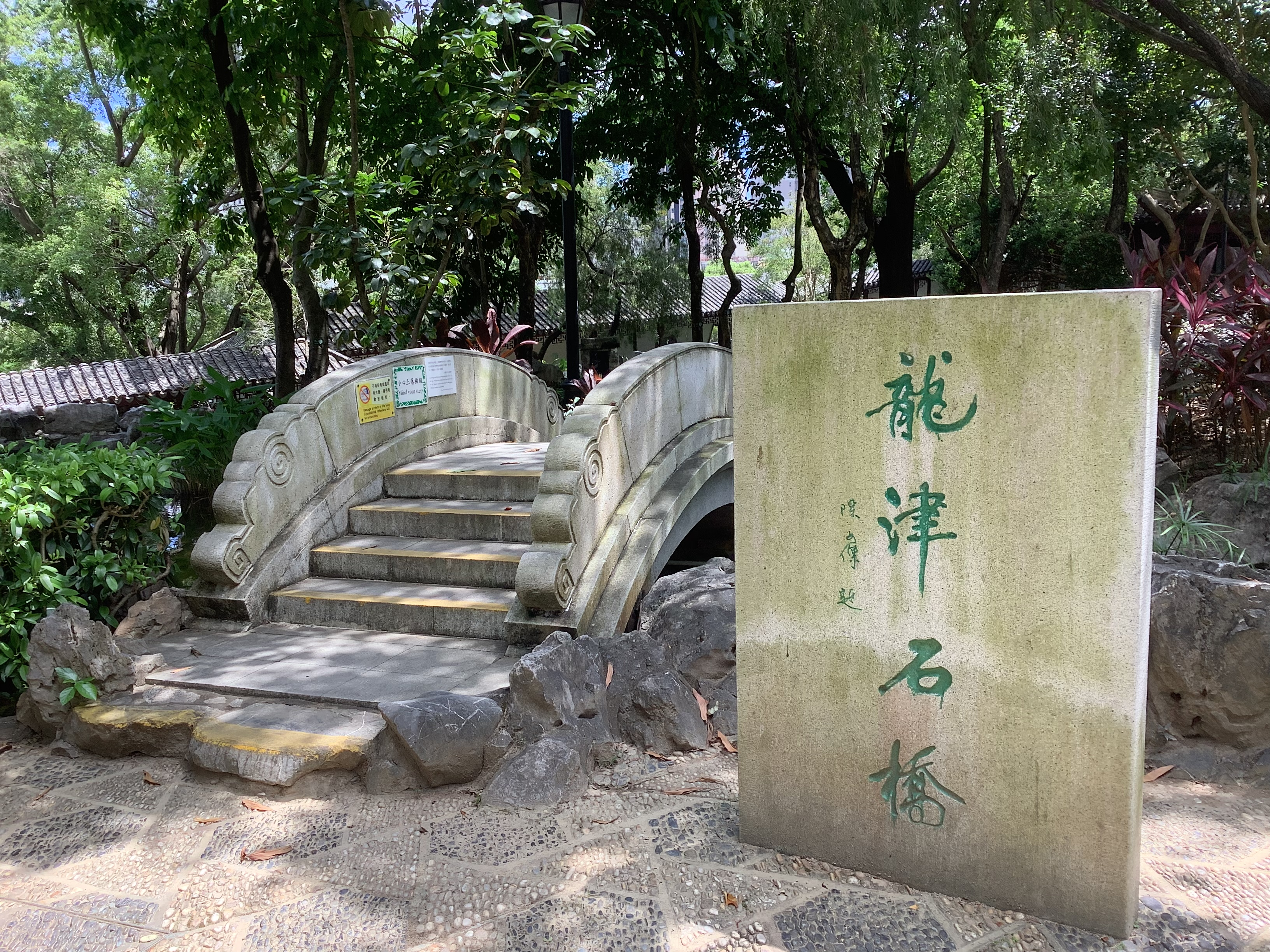
龍津石橋
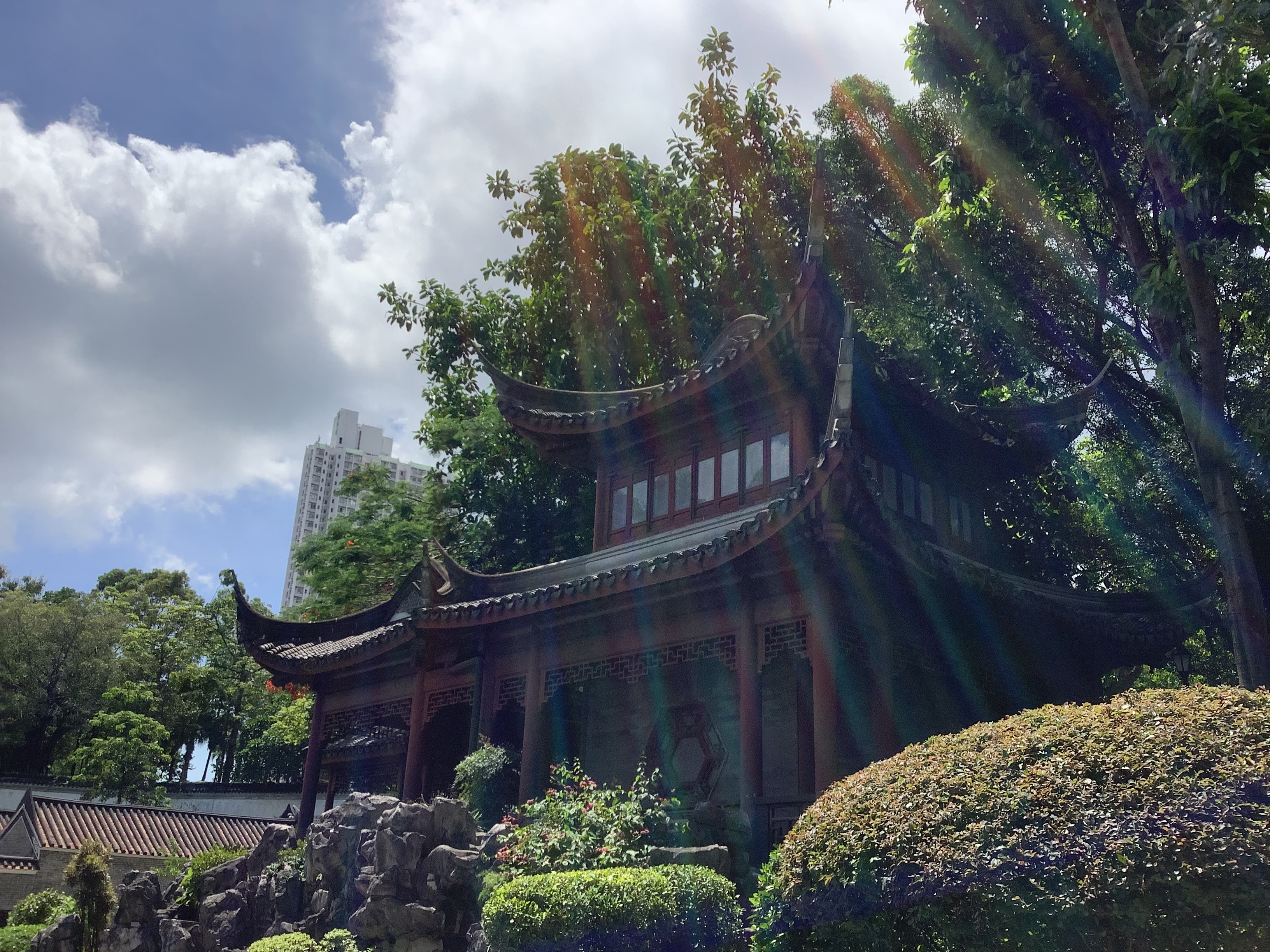
獅子窺園－邀山樓
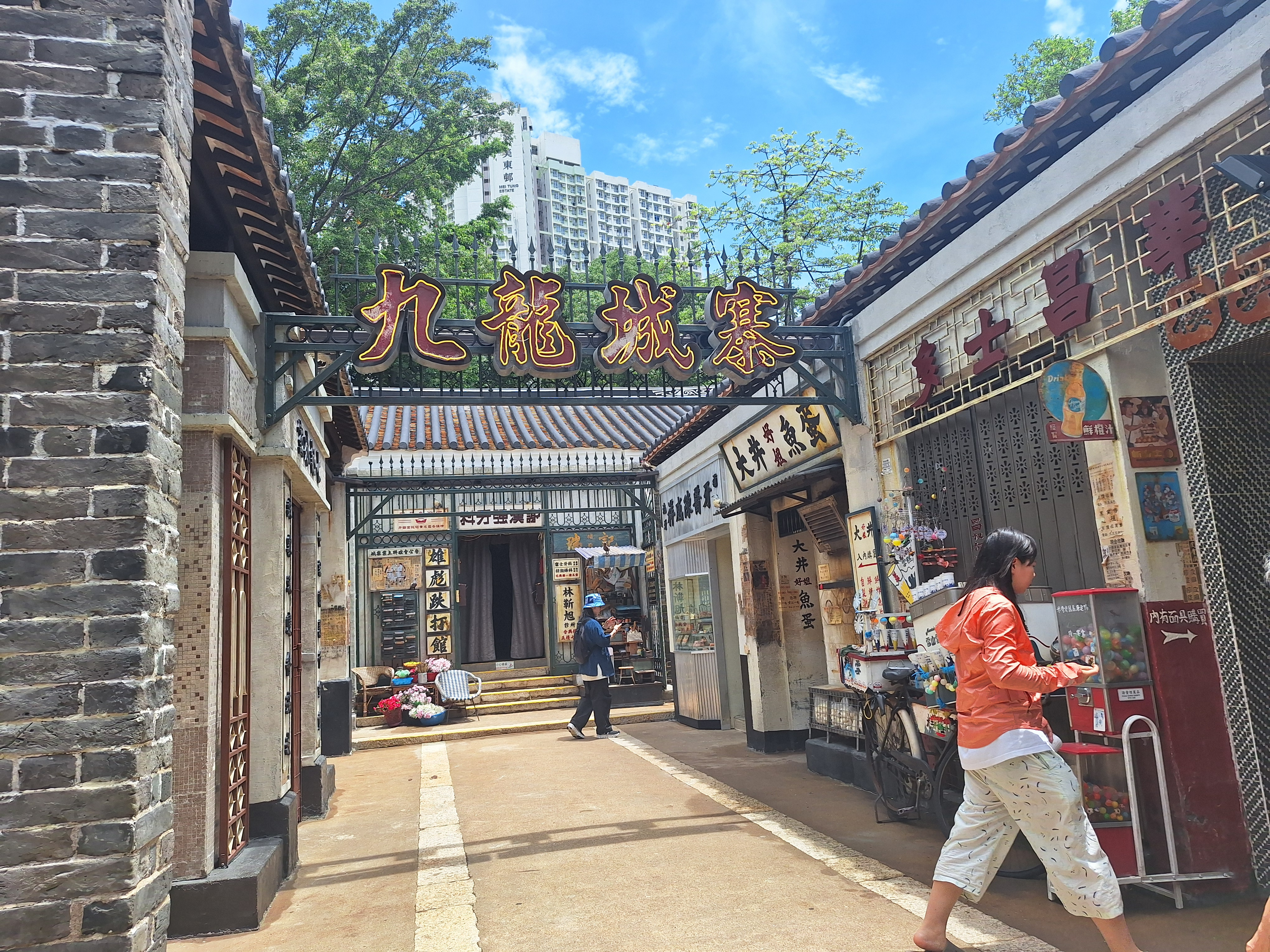
九龍寨城衙門內的電影《九龍城寨之圍城》主題展覽

## 植物徑
- 紅葉徑[7]

## 伸延閱讀
- 龍津石橋
- 東涌炮台

## 鄰近
- 九龍城廣場
- 九龍城侯王廟
- 香港華人基督教聯會九龍墳場
- 美東邨
- 東頭邨
- 御．豪門
- 民生書院
- 嘉諾撒聖家學校

### 引用
1. ↑  2015年按區議會分區劃分的康樂及文化事務署轄下的公園面積 （页面存档备份，存于） 香港保護兒童會 2016年
2. ↑  Crawford, James. . Atlas Obscura. 2020-01-06  [2022-07-07]. （原始内容存档于2022-08-01） （英语）.
3. ↑  . 大公報. 1987-01-15.
4. ↑  . 華僑日報. 1987-01-15.
5. ↑  陳煒舜. . 灼見名家. 2023-04-20  [2024-04-21]. （原始内容存档于2023-09-21）.
6. ↑  陳煒舜. . 灼見名家. 2023-04-27  [2024-04-21]. （原始内容存档于2024-04-21）.
7. ↑  . HK.ULifestyle.com.hk.   [2014-12-01]. （原始内容存档于2014-12-06） （中文（香港））.

### 書籍
- 《從啟德出發》，吳詹仕，經濟日報出版社，ISBN 978-962-678-456-3。

## 外部連結
- 香港旅遊局發展局的介紹網頁
- 古物古蹟辦事處-前九龍寨城衙門 （页面存档备份，存于）
- 康樂及文化事務署 - 九龍寨城公園 - 歷史/背景 （页面存档备份，存于）